# Boris Kagarlicki
Boris Juljewicz Kagarlicki, Бори́с Ю́льевич Кагарли́цкий (ur. 29 sierpnia 1958 w Moskwie) – radziecki dysydent, socjalistyczny publicysta.

## Życiorys
Jest synem literaturoznawcy Julija Kagarlickiego i tłumaczki j. angielskiego. Studiował teatrologię w Państwowym Instytucie Sztuki Teatralnej, gdzie w 1977 został członkiem półjawnego stowarzyszenia marksistowskiego "młodych socjalistów", kierowanego przez Andrieja Fadina i Pawła Kudiukina. Pracowali oni w Instytucie Gospodarki Światowej i Stosunków Międzynarodowych. Kagarlicki szybko został jednym z ważniejszych teoretyków grupy. Jego poglądy łączyły elementy eurokomunizmu, nowej lewicy i socjaldemokracji, biorąc za przykład radykalnie lewicowe organizacje w krajach Europy zachodniej, przede wszystkim włoskie i hiszpańskie. Poparł ruch Solidarności w Polsce. Jego poglądy nawiązywały również do myśli politycznej Lwa Trockiego.
Grupa z czasem stawała się coraz bardziej zakonspirowana, jej uczestnicy posługiwali się pseudonimami, wydali nielegalnie poradnik zachowania się na przesłuchaniu, a nawet planowali utworzenie podziemnych uczelni wyższych i zjednoczenie wszystkich działających w Rosji podziemnych grup nawiązujących do idei socjalistycznych. Kagarlicki współredagował wydawany przez "młodych socjalistów" almanach Warianty, na łamach którego dyskutował zarówno z dysydentami krytykującymi ustrój ZSRR z pozycji patriotycznych (m.in. zwolenników koncepcji Sołżenicyna), jak i ze zwolennikami liberalizmu na wzór zachodni. Zostały łącznie wydane cztery numery almanachu.
Kagarlicki, rozczarowany teoretycznym charakterem Wariantów, razem z Kudiukinem rozpoczął w 1979 publikację drugiego almanachu - Zwrot na lewo, a następnie Socjalizm i przyszłość, które miało poruszać tematykę bardziej związaną z bieżącymi zagadnieniami ruchów lewicowych. Pismo było nielegalnie wydawane i kolportowane wśród studentów. Zaangażowanie Kagarlickiego w przygotowanie gazety stało się przyczyną jego wydalenia z uczelni, a także nieprzyjęcia do KPZR w 1980.
Był sekretarzem Roja Miedwiediewa, następnie pracował jako listonosz, równolegle pisząc ukończoną w 1981 Dialektykę nadziei, której fragmenty wydał jako W. Krasnow. W pracy tej proponował powołanie podziemnej sieci organizacji socjalistycznych w ZSRR. W kwietniu 1982 został aresztowany razem z innymi "młodymi socjalistami", został oskarżony o działalność antyradziecką i prowadzenie nielegalnej działalności publicystycznej. Sprawa ta zyskała rozgłos za granicą; kierownictwo zachodnich masowych partii komunistycznych domagali się uwolnienia podsądnych. Kagarlicki, podobnie jak pozostali oskarżeni, wykazał gotowość zmiany postępowania i został uwolniony. Wydarzenie to skłoniło go do czasowej rezygnacji z działalności publicystycznej.
W 1986 współzałożył Klub Inicjatyw Społecznych, nieoficjalną organizację radykalnej lewicy, a następnie został jednym z koordynatorów Federacji Socjalistycznych Klubów Społecznych. Od 1987 stał na czele frakcji Klubu Inicjatyw Społecznych o nazwie Inicjatywa Socjalistyczna, natomiast w trzy lata później, jako uznany w Rosji teoretyk, wszedł do komitetu wykonawszego świeżo powołanej Partii Socjalistycznej. Zasiadał w radzie miejskiej Moskwy, gdzie powołał do życia grupę Moskiewska Lewica (1990-1993), następnie należał do kierownictwa Partii Pracy.
Uczestniczył w obronie budynku rosyjskiego parlamentu w czasie kryzysu konstytucyjnego w 1993, podczas którego opowiedział się po stronie komunistów sprzeciwiających się reformom Borysa Jelcyna. Od 2002 do 2006 kierował Instytutem Problemów Globalizacji, od 2007 - Instytutem Globalizacji i Ruchów Społecznych.

## Publikacje
- Imperium peryferii, tłum. B. Szulęcka, Ł. Leonkiewicz, Wydawnictwo Krytyki Politycznej, Warszawa 2012, ISBN 978-83-62467-82-2
- Диалектика надежды
- Расколовшийся монолит. Россия накануне новых битв
- Реставрация в России
- Глобализация и левые
- Периферийная империя: Россия и миросистема
- Марксизм: не рекомендовано для обучения
- Управляемая демократия: Россия, которую нам навязали
- Политология революции
- Периферийная империя: циклы русской истории
- От империй к империализму. Государство и возникновение буржуазной цивилизации (wyd. polskie Od imperium do imperializmu. Państwo i narodziny cywilizacji burżuazyjnej, 2022)